# Saint-Pantaléon-de-Larche
Saint-Pantaléon-de-Larche (okzitanisch: Sent Pantaleon de L’Archa) ist eine französische Gemeinde mit 5006 Einwohnern (Stand: 1. Januar 2022) im Département Corrèze in der Region Nouvelle-Aquitaine. Sie gehört zum Arrondissement Brive-la-Gaillarde und zum Kanton Saint-Pantaléon-de-Larche. Die Gemeinde ist Mitglied des Gemeindeverbandes Communauté d’agglomération du Bassin de Brive.
Die Einwohner nennen sich Saint-Pantaléonnais(es).

## Geografie

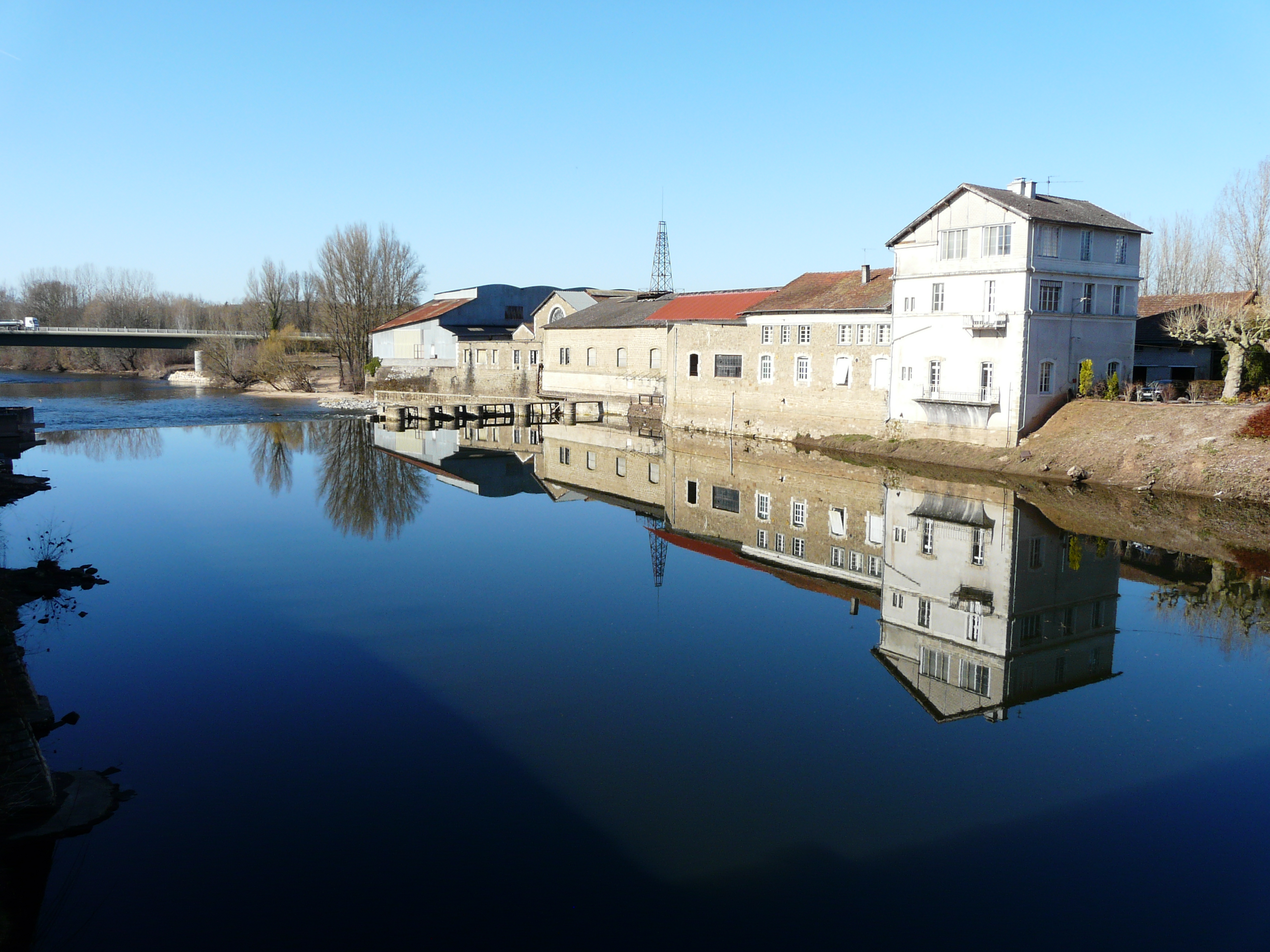
Brücke über die Vézère

Saint-Pantaléon-de-Larche liegt am westlichen Rand des Zentralmassivs, am Fluss Vézère, im Becken von Brive. Umgeben wird Saint-Pantaléon-de-Larche von den Nachbargemeinden Varetz im Norden, Ussac im Nordosten, Brive-la-Gaillarde im Osten, Lissac-sur-Couze im Südosten, Larche im Süden, Pazayac und La Feuillade im Südwesten sowie Mansac im Westen.
Durch die Gemeinde führt die Autoroute A89 und die frühere Route nationale 89. Ein Teil des Flugplatzes Brive-Souillac liegt teilweise im Gemeindegebiet.

## Bevölkerungsentwicklung
| Jahr      | 1962 | 1968 | 1975 | 1982 | 1990 | 1999 | 2006 | 2011 |
| Einwohner | 1336 | 1729 | 2406 | 3019 | 3478 | 3773 | 4415 | 4681 |

## Wappen
Beschreibung: Geviert in Blau mit silbernen aufrechten linksgekehrten silbernen Löwen und Gold mit blauen Pfahl und zwei aufgelegten goldenen fünfstrahligen Sternen.

## Sehenswürdigkeiten
- Kirche Saint-Pantaléon, im 12. Jahrhundert erbaut, Umbauten während des 14./15. Jahrhunderts, seit 1963 Monument historique
- Schloss Cramier mit Arboretum und Park aus dem 17. Jahrhundert, seit 1991 Monument historique
- Schloss Lavarde aus dem 17. Jahrhundert
- Brücke über die Vézère im Ortszentrum aus dem Jahr 1846

## Persönlichkeiten
- Charles-Marie Dorimond de Féletz (1767–1850), Journalist, Literaturkritiker und Mitglied der Académie française
- Annet-Antoine Couloumy (1770–1813), Brigadegeneral, in der Völkerschlacht bei Leipzig gefallen